# Johannes Treib
Johannes Treib (* 6. Januar 1965 in Saarlouis) ist Chefarzt der Neurologischen Klinik der Westpfalz-Klinikum GmbH der Stadt Kaiserslautern.

## Leben
Johannes Treib studierte von 1985 bis 1991 Humanmedizin am Universitätsklinikum des Saarlandes in Homburg. Von 1987 bis 1994 befand er sich parallel in einem Zweitstudium der Philosophie an der Universität des Saarlandes. Nach erfolgreichem Staatsexamen absolvierte er die Weiterbildung zum Facharzt für Neurologie in der Neurologischen Universitätsklinik in Homburg. Im Rahmen einer klinischen Ausbildung erarbeitete er sich besondere Kenntnisse in der Versorgung von Patienten mit komplexen neurologischen Krankheitsbildern, unter anderem auch in der neurologischen Intensivmedizin. Ergänzt wurde die Ausbildung durch ein psychiatrisches Weiterbildungsjahr im Landeskrankenhaus in Merzig.
Seit 1989 hielt er zahlreiche wissenschaftliche Vorträge und Präsentation auf nationalen und internationalen Kongressen und Symposien. Ab 1996 fanden zahlreiche wissenschaftliche Tagungen und Veranstaltungen unter seiner Leitung statt. 1997 übernahm er die Funktion des klinischen Oberarztes an der Neurologischen Universitätsklinik in Homburg, wo er zwei Jahre später die Vertretung des kommissarischen Direktors übernahm. Nachdem er 2000 die Zusatzbezeichnung Neurologische Intensivmedizin erlangte, wechselte er zum Westpfalz-Klinikum in Kaiserslautern. Zunächst fungierte er zwei Jahre als Leitender Oberarzt in der Neurologischen Klinik, 2002 übernahm er deren Leitung. 2007 erhielt er eine Zusatzqualifikation in Schlafmedizin sowie im Jahre 2013 die Fachkunde Geriatrie. Mit 26 Jahren schloss er seine Promotion ab, mit 32 erlangte er die Habilitation als bis dahin jüngster klinischer Privatdozent der Universität des Saarlandes. Im Dezember 2003 wurde er zum außerplanmäßigen Professor an der Johannes Gutenberg-Universität Mainz ernannt.

## Forschung
Neben der klinischen Ausbildung beschäftigte er sich wissenschaftlich unter anderem auf den Gebieten der Volumentherapie beim ischämischen Hirninfarkt und dem Einfluss von Hydroxyethylstärke auf Hämorheologie und Gerinnungssystem.
Seit 2003 betreute er über 30 Dissertationen mit unterschiedlichen neurologischen Themen. Bis 2020 hat er rund 100 Beiträge für wissenschaftliche Zeitschriften und mehr als 100 für Tages- und Wochenzeitungen geschrieben bzw. mitgewirkt und hielt mehr als 150 Vorträge zu Themen wie z. B. Zeckenerkrankungen, Multiple Sklerose, Schlaganfall, Demenz, Rückenschmerzen, Gesundheitliche Vorsorge und Gangstörungen. Ebenfalls bis 2020 wirkte er bei etwa 20 Büchern und etwa 25 Fernseh- und Rundfunkbeiträgen mit.

## Wissenschaftlicher Werdegang

### Promotion
Seine Promotionsschrift trug den Titel: Einfluß einer 0,62 substituierten Hydroxyäthylstärke 200 auf Hämorheologie und Gerinnungssystem im Verlauf einer Langzeithämodilutionstherapie. Sie wurde mit magna cum laude von Doktorvater Anton Haaß, Neurologische Universitätsklinik Homburg, belobigt.

### Habilitation
Die Habilitation errang er mit der Schrift Volumentherapie beim ischämischen Hirninfarkt.  Habilitationsvater war Klaus Schimrigk, Neurologische Universitätsklinik Homburg.

## Schriften
- Volume Therapy: Influence of Artificial Plasma Substitutes and Oxygen Carriers on Hemodynamics, Hemostasis, Hemorheology and Reperfusi. Berlin: Springer-Verl.  2000.